# George Denholm Armour
George Denholm Armour (ur. 30 stycznia 1864 w Waterside, Lanarkshire, Szkocja, zm. 17 lutego 1949 w Wiltshire) – angielski malarz. 
Dorastał w Liverpoolu, a następnie uczył się w szkole w Fife. Po jej ukończeniu studiował na University of St Andrews i w Edinburgh College of Art. Następnie z Robertem L. Alexandrem (1840-1923) wyjechał do Tangeru w Maroku, gdzie zajmował się handlem końmi i malował. Gdy popadł w tarapaty finansowe powrócił do Londynu i wynajął studio razem z Philem Mayem. Zachęcony przez Josepha Crawhalla wyjechał do Wheathampstead, gdzie spędzał czas na polowaniach i tworzeniu obrazów o tematyce myśliwskiej. W 1898 ożenił się, Joseph Crawhall był drużbą na jego ślubie. Rozpoczął pracę zawodową jako ilustrator czasopism "The Graphic", "Punch and Country Life". Od 1910 uczył się wojskowej jazdy konnej w Hiszpańskiej Szkole Jazdy w Wiedniu. Dzięki zdobytym umiejętnościom w 1913 został honorowym członkiem Meadowbrook Polo Club. Podczas I wojny światowej dowodził regimentem jazdy w Salonikach. Po śmierci żony w 1924 ożenił się ponownie i zamieszkał w Malmesbury. Pod koniec życia został członkiem Royal Scottish Academy.